# Беспаловка (посёлок, Харьковская область)
Беспа́ловка, до ВОСР Безпа́ловка (укр. Безпалівка) — поселок,
Тарановский сельский совет,
Змиёвский район,
Харьковская область, Украина.
Код КОАТУУ — 6321786003. Население по переписи 2001 года составляет 32 (13/19 м/ж) человека. По состоянию на 2017 год в посёлке постоянно проживают 2 человека. Имеется платное озеро для рыбной ловли.

## Географическое положение
Посёлок Беспаловка находится между балкой Ольша́нка и яром Серый на правом берегу реки Ольшанка недалеко от её истоков, 
выше по течению на расстоянии в 3-х км расположено село Казачка,
ниже по течению в 2,5 км — село Жадановка,
на противоположном берегу — село Дудковка,
на реке сделаны большие запруды.
Село окружено большими лесными массивами, в том числе урочище Заповедное (дуб).

## История
- 1705 — дата основания[1].
- В 1869 году на только что построенной Курско-Харьковско-Азовской железной дороге на перегоне Тарановка - Лихачёва[5] была построена станция Безпаловка,[6] названная по рядом расположенному данному селу Безпаловка.
- В 2017 году постоянное население составляло два человека.